# Maria vom Sakrament Jesu

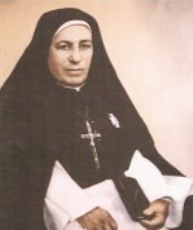
Maria vom Sakrament Jesu

Maria vom Sakrament Jesu (spanisch María de Jesús Sacramentado, bürgerlich: María Natividad Venegas de la Torre, * 8. September 1868 in Zapotlanejo, Jalisco, Mexiko; † 30. Juli 1959 in Guadalajara, Mexiko) war eine mexikanische Ordensfrau. Sie ist eine Heilige in der katholischen Kirche.
María Venegas de la Torre schloss sich 1905 der kurz zuvor gegründeten Ordensgemeinschaft der Töchter des Heiligsten Herzens Jesu an, die sich besonders um verlassene Kranke und Bedürftige kümmert. 1921 wurde sie zur Generaloberin des Institutes ernannt. 1930 bestätigte der Erzbischof von Guadalajara, wo die Gemeinschaft sesshaft war, offiziell den Orden. Kurz danach nahm Maria Venegas den Ordensnamen Maria vom Sakrament Jesu an und legte ihre ewigen Gelübde ab.
Sie wurde von Papst Johannes Paul II. 1992 selig- und 2000 heiliggesprochen.